# Natasza Zylska (album)
Natasza Zylska (podtytuł Bajo bongo) - drugi album kompilacyjny Nataszy Zylskiej wydany na nośniku CD przez Polskie Nagrania w 1996 roku. Płyta zawierała archiwalne nagrania artystki z lat 1956-1959.

## Lista utworów
1. Mój mąż łowi ryby (Ben Weisman - Mirosław Łebkowski)
2. Pik, pik, pik (Władysław Szpilman - Bronisław Brok)
3. Choć wiem (Hanna Skalska - Kazimierz Szemioth)
4. Jesienna rumba (Hanna Skalska - Kazimierz Szemioth)
5. Jutro (O. Busse - Jan Gałkowski)
6. Foxtrot deszczowy (Edward Maj - Stanisław Werner, Bogusław Choiński)
7. Piotruś (Tobby Lüth, Charles Nowa, Paul Giese - Irena Jesionek)
8. Baiao bongo (Heinz Gietz - Zygmunt Sztaba)
9. Kasztany (Zbigniew Korepta - Krystyna Wodnicka)
10. Ju-bi-ju-ba (Ferraldo - Anna Jakowska)
11. To tylko tu (Heinz Gietz - Jan Świąć) [duet z Janem Dankiem]
12. Kukurydza (Hanna Skalska - Kazimierz Szemioth)
13. Klipsy (Hanna Skalska - Kazimierz Szemioth)
14. Plamy na suficie (Hanna Skalska - Kazimierz Szemioth)
15. Skromna panienka (Bob Merrill - Anna Jakowska)
16. Marianna (Richard Dehr, Frank Miller, Terry Gilkyson - Anna Jakowska)
17. Za szybą mgły (Waldemar Kazanecki - Anna Jakowska)
18. Karnawał w Rio (Waldemar Kazanecki - Anna Jakowska)
19. Ulubiony Dixieland (Waldemar Kazanecki - Anna Jakowska)
20. Pożyteczna chmurka (Walter Kubiczek - Mirosław Łebkowski)
21. Klementynka bawi się (Adam Markiewicz, Jerzy Mart - Bogusław Choiński, Jan Gałkowski)
22. Ach, znów Fernando (Hanna Skalska - Kazimierz Szemioth)
23. To brzydko Roberto (Irena Garztecka - Tadeusz Śliwiak)
24. Pikulina (Wiktor Stryjkowski - Janusz Odrowąż)
25. Chociaż raz powiedz nie (Marek Sart - Zbigniew Kaszkur, Zbigniew Zapert)

## Charakterystyka albumu
Album zawiera archiwalne nagrania Nataszy Zylskiej dokonane w latach 1956-1959 w studiu Polskich Nagrań przy ulicy Długiej w Warszawie. Na płycie znalazł się także jeden duet artystki nagrany w 1957 roku z Janem Dankiem i zespołem Alana Guzińskiego pt. To tylko tu. Nagrania zawarte na płycie pochodzą z różnych sesji nagraniowych, podczas których artystka zarejestrowała utwory z towarzyszeniem zarówno orkiestr jak i zespołów instrumentalnych.

## Muzycy
- Natasza Zylska - śpiew
- Chór Beltono - śpiew (20-25)
- Orkiestra Taneczna Polskiego Radia p/d Jana Cajmera (1-6)
- Orkiestra Taneczna Waldemara Kazaneckiego (7-8)
- Zespół Alana Guzińskiego (9-11)
- Orkiestra Taneczna Polskiego Radia p/d Kazimierza Turewicza (12-14)
- Septet Instrumentalny Juliusza Skowrońskiego (15-19)
- Orkiestra Taneczna Polskiego Radia p/d Edwarda Czernego (20-25)

## Realizatorzy
- Rekonstrukcja nagrań - Urszula Ziarkiewicz
- Redakcja - Bogdan Okulski

## Okładka
- Zdjęcia na okładce - Jerzy Czekajewski, Ryszard Jakubowski